# Prawo pocztowe
Prawo pocztowe – gałąź prawa gospodarczego publicznego, regulująca wykonywanie działalności pocztowej.
Polskie akty prawne dotyczące prawa pocztowego:
- Prawo pocztowe – ustawa z dnia 12 czerwca 2003
- Prawo pocztowe – ustawa z dnia 23 listopada 2012

 Zapoznaj się z zastrzeżeniami dotyczącymi pojęć prawnych w Wikipedii.